# Achille Casanchini
Achille Casanchini (Corsico, 21 settembre 1919 – Corsico, 30 gennaio 2009) è stato un calciatore italiano, di ruolo attaccante.

## Carriera
Fino al 1939 ha giocato nella Fiamma Cremisi Milano. Nella stagione 1939-1940 ha giocato in Serie B con la maglia del Fanfulla (7 presenze e 2 reti totali), mentre dal 1941 al 1943 ha vestito la maglia del Crema in Serie C. Durante la Seconda guerra mondiale è stato tesserato dal Milan, con cui ha esordito il 31 dicembre 1944 in Como-Milan (3-1); è rimasto ai rossoneri dal 1944 al 1945, e nel resto della stagione ha giocato altre 2 partite con la squadra rossonera. Dopo la fine della guerra si è trasferito alla Stradellina, con cui ha giocato in Serie C nella stagione 1945-1946. L'anno successivo ha invece vestito la maglia del Lecco, con cui ha disputato il campionato di Serie B nella stagione 1946-1947, mettendo a segno 2 reti in 13 presenze nella serie cadetta. Dalla stagione 1947-1948 si accasa nella squadra della sua città, il Corsico, dove militerà in serie C e poi per molte stagioni nei campionati regionali lombardi sino al suo ritiro nel 1956.

## Palmarès

### Club

#### Competizioni regionali
- Prima Divisione: 1

Corsico: 1955-1956